# Хінді русі бхай бхай
Хінді русі бхай бхай (гінді हिंदी रूसी भाई भाई, «індійці та росіяни — брати»; останні слова часто неточно передаються як гасло радянсько-індійської дружби в 1950-1980-і, що офіційно пропагувалося обома сторонами. Проголошено Микитою Хрущовим на мітингу в Бангалорі 26 листопада 1955.
Йому хронологічно передували аналогічні гасла «Хінді чині бхай бхай» (гінді हिंदी चीनी भाई भाई про індо-китайське братерство, пов'язаний з періодом мирного співіснування Індії та Китаю в 1954-1962 ( панча шила) (цей період закінчився з Китайсько-індійською прикордонною війною) і «Росіянин з китайцем — брати навіки» (1950, гасло також втратило актуальність при Хрущові).
Гасло проникало і в художню літературу, наприклад, у книгу і фільм за повістю Лазаря Лагіна «Старий Хоттабич» і в повість Льва Кассіля «Будьте готові, Ваша високість!» (Неправильний варіант "Пхай" - з книги Лагіна).
У російській культурі та друку гасло продовжує цитуватися і обігруватися і в пострадянський період, наприклад, у фільмі Ельдара Рязанова «Небеса обітовані» (1991): «[Жебрак]. Бандюги! Може, вони із дружнім візитом? Ми ж тепер русиш американ бхай-бхай! »
Бхай — «брат» на хінді. Серед інших когнатів: англійське brother, латинське frāter, давньогрецьке φράτηρ.